# 熱啟動聚合酶鏈式反應
熱啟動聚合酶鏈式反應（英語：Hot start PCR）是一種改良的聚合酶鏈式反應方法，主要用來避免操作過程中產生非特異性序列的擴增。將DNA聚合酶與其他反應物隔絕，或是使用在高熱狀況下才會活化的聚合酶，避免在未達到設定溫度前就開始反應。
熱啟動PCR有幾種方式：
- 蠟隔絕法：將除了聚合酶以外的反應物加入PCR管後，加滴熔融的石蠟；待石蠟凝固後再加入聚合酶。放入PCR儀開始反應升溫後，石蠟融化浮至最頂層，聚合酶才與其他反應物混合。石蠟可同時作為防止蒸發用。
- 熱啟動聚合酶（化學型）：經過化學分子修飾的聚合酶，高熱下結構改變而啟動。
- 熱啟動聚合酶（抗體）：帶有針對聚合酶的免疫抗體，高熱下使抗體分離而啟動。
- 熱啟動聚合酶（共價鍵結）：改良自抗體型，使用小分子的化合物，阻塞聚合酶作用位置，高溫下分離。